# Charles McRae
Charles Edward McRae (Oscoda, 16 settembre 1968) è un ex giocatore di football americano statunitense che ha militato nel ruolo di offensive tackle nella National Football League (NFL). Al college giocò a football a Tennessee

## Carriera professionistica
McRae fu scelto come settimo assoluto nel Draft NFL 1991 dai Tampa Bay Buccaneers. Considerato una delle peggiori scelte nel draft della storia dei Buccaneers, McRae non riuscì mai a soddisfare la aspettative riposte in lui da Tampa Bay. Il suo successo limitato lo fece spostare dal ruolo di tackle a quello di offensive guard. Disputò un'ultima stagione nel 1996 con gli Oakland Raiders come offensive tackle di riserva.

## Statistiche
| Partite             | 84 |
| Partite da titolare | 39 |